# ان‌جی‌سی ۳۷۷
ان‌جی‌سی ۳۷۷ (انگلیسی: NGC 377) نام یک کهکشان مارپیچی در صورت فلکی نهنگ است.